# Cmentarz wojenny nr 147 – Golanka
Cmentarz wojenny nr 147 w Golance – cmentarz z I wojny światowej, znajdujący się w miejscowości Golanka, w gminie Gromnik, powiecie tarnowskim, województwie małopolskim. Jeden z ponad 400 zachodniogalicyjskich cmentarzy wojennych zbudowanych przez Oddział Grobów Wojennych C. i K. Komendantury Wojskowej w Krakowie.  W VI okręgu Tarnów cmentarzy tych jest 63. 

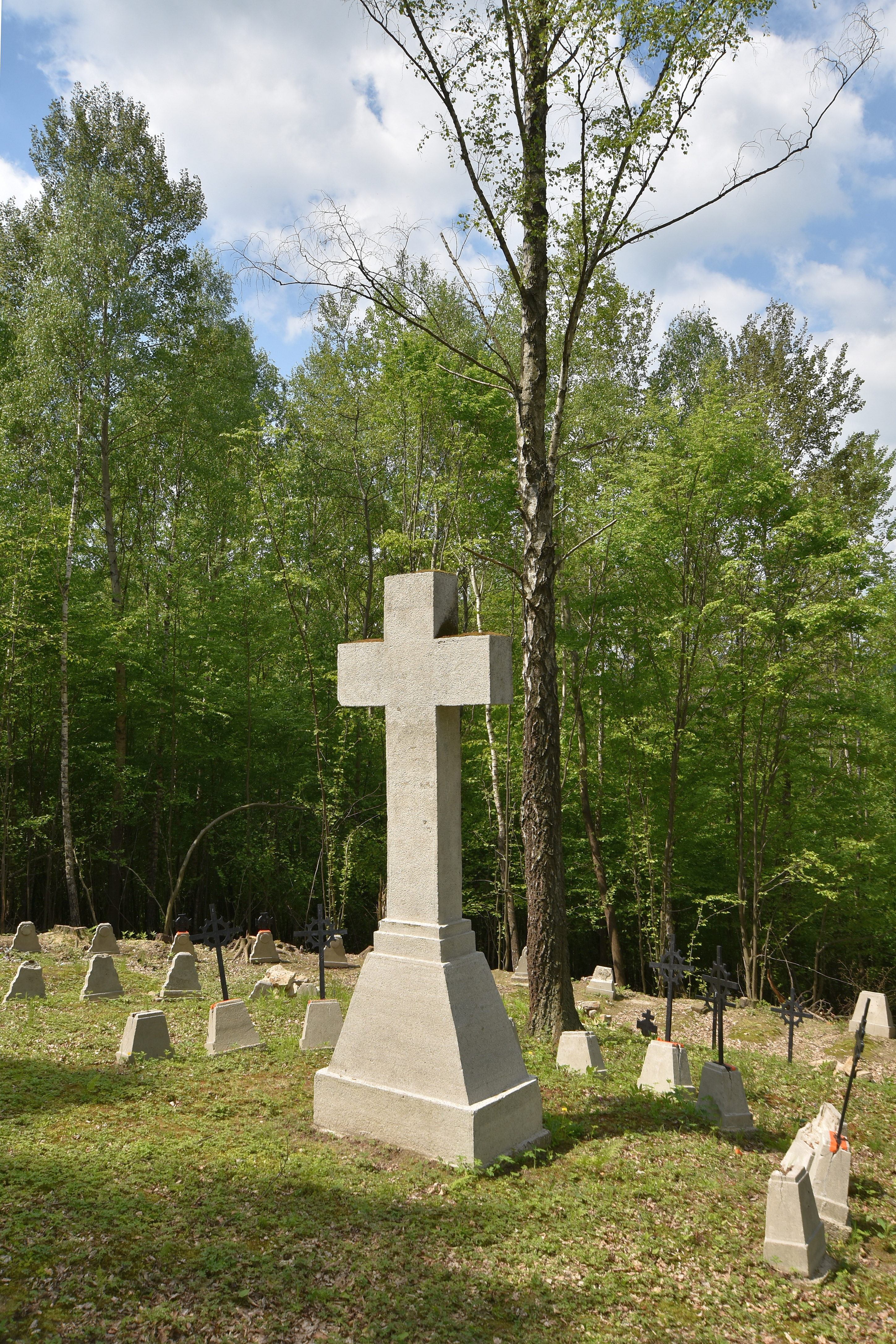

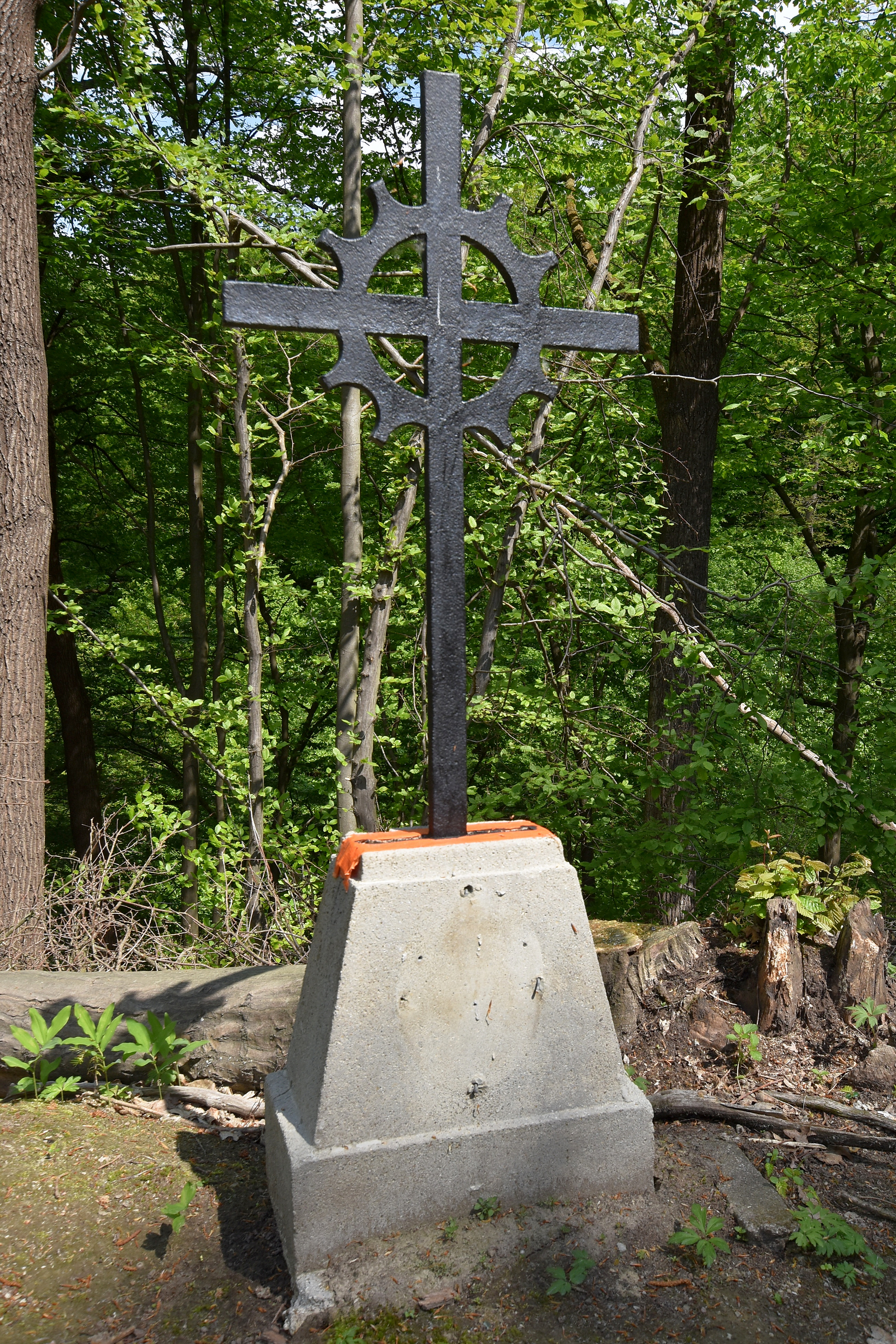

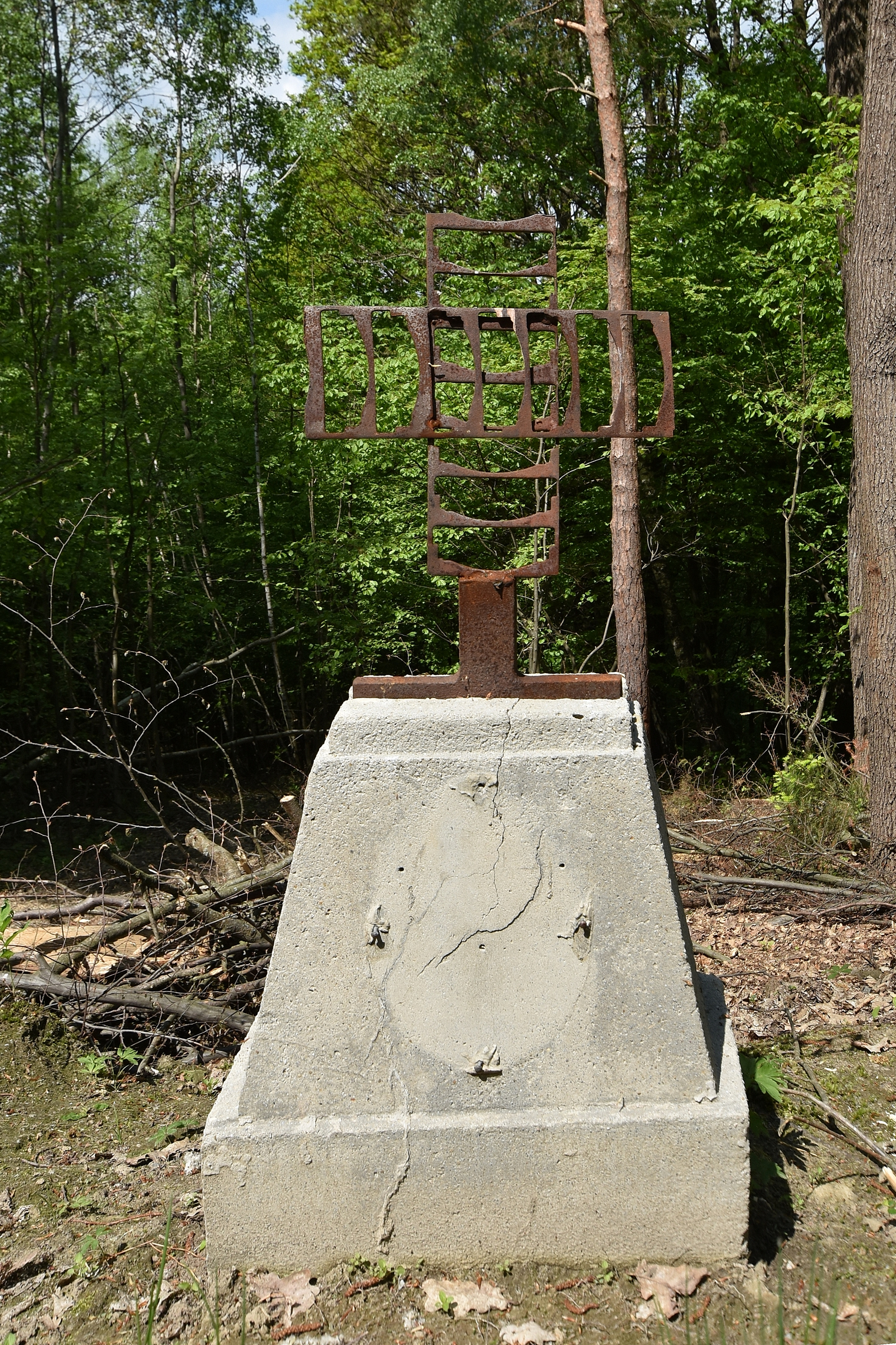

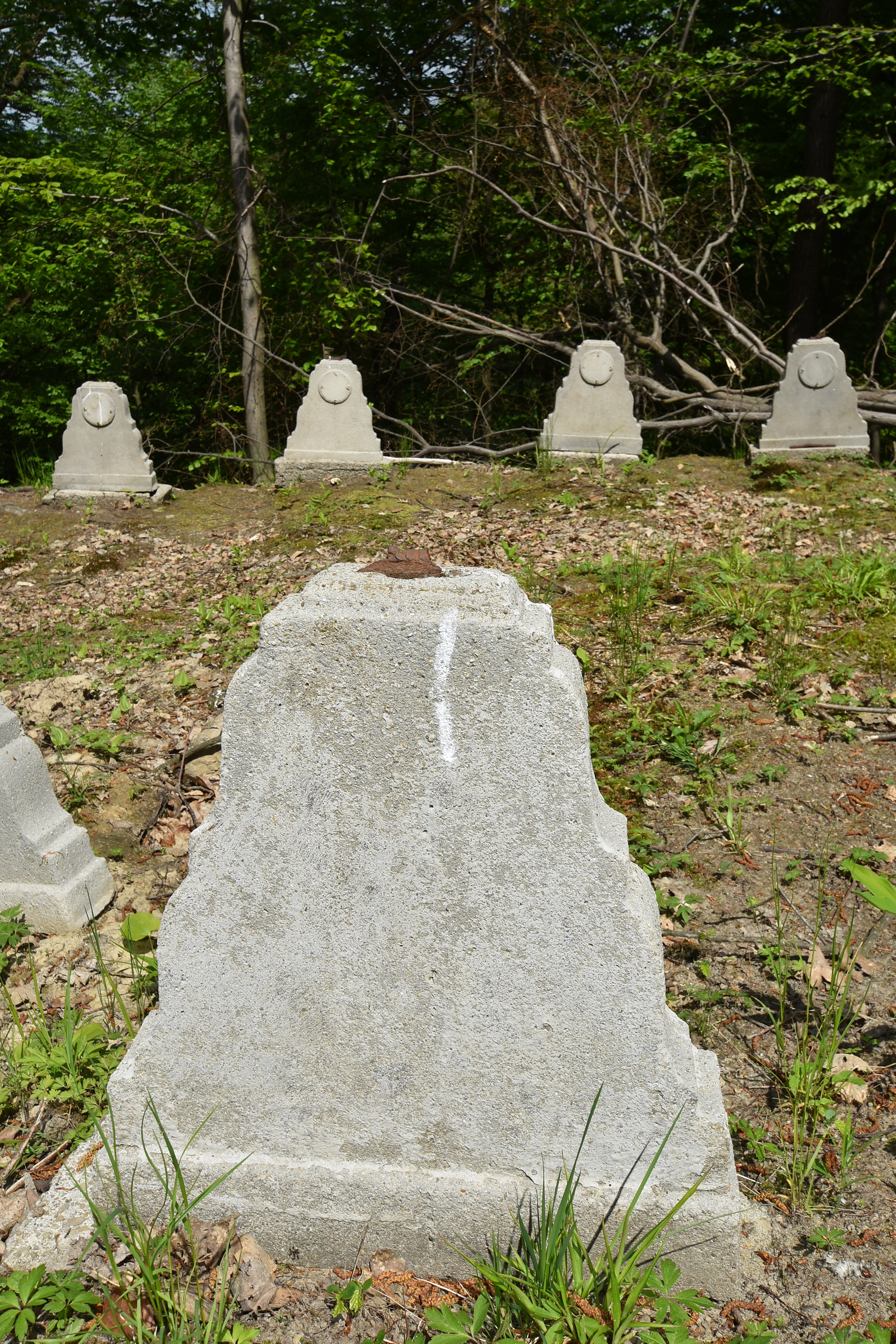

## Lokalizacja
Cmentarz znajduje się w lesie, na południowych zboczach wzgórza nad rzeką Białą. Przez las z Golanki prowadzi wąska i stroma asfaltowa droga, ślepo kończąca się przy domach na szczycie wzgórza (przysiółek Ptasi Dzioł). Po jej lewej stronie, poniżej szczytu wzgórza znajduje się tabliczka informacyjna o cmentarzu. Jest on z tej drogi niewidoczny. Prowadzi do niego droga leśna. Po prawej stronie cmentarza znajduje się głęboki jar potoku uchodzącego do Białej.

## Opis cmentarza
Cmentarz ma kształt podobny do półkola. Na środku pomnik centralny w postaci dużego i masywnego betonowego krzyża. Wokół niego umieszczono w trzech półkolach mogiły. Są na nich betonowe stele zwieńczone różnymi rodzajami i dwóch wielkości krzyżami. Są to:
- żeliwne krzyże lotaryńskie
- żeliwne krzyże łacińskie
- krzyże lotaryńskie wykonane z płaskowników stalowych z ramką u podstawy i glorią na ramionach krzyży
- krzyże łacińskie wykonane z płaskowników stalowych z ramką u podstawy i glorią na ramionach krzyży.

## Polegli
W 8 grobach zbiorowych i 49 pojedynczych pochowano tu 74 żołnierzy austro-węgierskich i 34 żołnierzy rosyjskich. Łącznie 108 żołnierzy. Zidentyfikowano 42 żołnierzy austro-węgierskich. Walczyli oni głównie w 80 Pułku Piechoty, który nosił imię Wilhelm Ernst Großherzog v. Sachsen-Weimar-Eisenach, Herzog zu Sachsen. Ich okręgiem uzupełnień był Złoczów. Byli to Rusini (68%) i Polacy (25%). Wszyscy zginęli 2 maja 1915 r. Ponadto przy części poległych widnieje data śmierci 28.12.1914 r. Trzej żołnierze należeli do 31 Pułku Piechoty k.k. Landwehry, przemianowanego później na 31 Schützen-Regimenter Teschen. Wśród poległych żołnierzy rosyjskich zidentyfikowano tylko trzech.

## Losy cmentarza
W 1915 roku po wygranej bitwie pod Gorlicami i przepędzeniu Rosjan dalej na wschód, monarchia austro-węgierska przystąpiła do budowy cmentarzy. Po II wojnie światowej nie dbano o cmentarze z I wojny. Ulegały naturalnemu niszczeniu przez czynniki przyrody, zdarzały się także akty wandalizmu Cmentarz nr 147 zachował się w dość dobrym stanie, wymaga jednak remontu. Stan w 2015 roku: brak ogrodzenia (zachowały się z niego tylko dwa pochylone słupki bramki wejściowej), betonowe stele pochylone i zarastające mchami i glonami, krzyże rdzewieją, ich część jest odłamana, tabliczki imienne są ledwie czytelne. Planowany jest remont cmentarza.